# تخليق العناصر

تفاعل ألفا الثلاثي.

تخليق العناصر  بدأ في الشمس بتحول الهيدروجين الذي يكون 77 % من مادتها إلى هيليوم من خلال الاندماج النووي، كما تحتوي الشمس على الهيليوم من الأصل بنسبة 23 % من كتلتها. هذه المرحلة من عمر الشمس تمر بها جميع النجوم أيضا، فالشمس ما هي إلا أحد النجوم متوسطة الحجم. فإذا ما تحول الهيدروجين وكتلته الذرية 1 إلى الهيليوم وكتلته الذرية 4 تعمل الجاذبية على ضغط قلب النجم إلى حيز أصغر ويصاحب ذلك ارتفاع في درجة الحرارة وعندها يبدأ اندماج الهيليوم.
ويتميز اندماج الهيليوم بما يسمى تفاعل ألفا الثلاثي  أو بالإنجليزية Triple-alpha process وهي عدة تفاعلات تندمج فيها ثلاثة من أنوية الهيليوم وهي جسيمات ألفا ويكوّنوا الكربون الذي تبلغ كتلته 12 (وحدة كتل نووية).

## مراحل التخليق
تبدأ النجوم بتكوين الهيليوم بواسطة التفاعل بروتون-بروتون التسلسلي، وتفاعلات أخرى مثل دورة الكربون والنيتروجين والأكسجين في قلبها. وهناك تفاعلات اندماجية أخرى تتم في قلب النجم، مثل التحام البروتون والهيليوم، أو هيليوم وهيليوم He ونتيجتهما كتل ذرية من 5 إلى 8، فتلك العناصر غير مستقرة وتتحلل في الحال إلى عناصر أخف. وعندما يبدأ النجم استهلاك كل ما فيه من هيدروجين، تبدأ منطقته المركزية في التقلص بفعل الجاذبية وترتفع بذلك درجة حرارته إلى 100 مليون درجة كلفن. وعندها يبدأ اندماج الهيليوم بمعدل يقاوم به معدل تحلل البيريليوم-8 إلى أنوية هيليوم ثانيا. وهذا ما يفسر وجود قليل من البيريليوم Be في قلب النجم تستطيع الاندماج مع 1 هيليوم أخرى لتكوين الكربون ذو الكتلة الذرية 12، والكربون-12 عنصر مستقر.
ولننطر إلى التفاعلين النوويين الخاصين بالثلاثية-ألفا:
{\displaystyle \mathrm {\ ^{4}He+\ ^{4}He\longleftrightarrow \ ^{8}Be+\gamma -\ 91,78\ keV} }
{\displaystyle \mathrm {\ ^{8}Be+\ ^{4}He\longrightarrow \ ^{12}C+\gamma +\ 7,367\ MeV} }
وكما نري لتفاعل الأول هو تفاعل ماص للحرارة فهو يحتاج امتصاص طاقة قدرها 78و91 كيلو إلكترون فولت لكي يسير، والتفاعل الثاني ينتج طاقة كبيرة قدرها 367و7 مليون إلكترون فولت، فيكون الناتج الإجمالي للتفاعلين 7.275 مليون إلكترون فولت MeV.
ونظرا لأن تفاعل ثلاثة من جسيمات ألفا في آن واحد، يحتاج ذلك التفاعل إلى زمن طويل جدا لكي يُنتج الكربون-12. ولهذا نجد عدم تخليق للكربون خلال الانفجار العظيم، حيث أن درجة الحرارة انخفضت خلال بضع دقائق بعد الانفجار العظيم إلى درجة لا تكفي لتكون الكربون.
فإذا كان احتمال التفاعل الثلاثي لجسيمات ألفا ضعيف جدا، نجد أن التفاعل 8Be + 84He له نفس الطاقة التي يحتويها الكربون 12C. كما يتسم التفاعل بين البيريليوم والهيليوم بالنشاط حيث له خاصية التفاعل الرنان resonance هذا ما يعمل على زيادة إنتاج الكربون-12 منهما. وقد تنبأ العالم الفيزيائي فريد هويل بضرورة هذا التفاعل الرنان بين البريليوم والهيليوم من أجل تفسير وجود الكربون في النجوم من قبل أن تحققه التجارب المعملية. وقد أعطت تنبؤات هويل بضرورة وجود التفاعل الرنان (ويمكن وصف التفاعل الرنان بأنه شراهة زائدة للنواة الثقيلة لابتلاع نواة أو جسيم أصغر منها) وتم اكتشاف هذا التفاعل لاحقا وكان ذلك تأييدا كبيرا لنظرية تخليق العناصر في النجوم، والتي تنادي بأن جميع العناصر الكيميائية قد تكونت من الهيدروجين، وأن الهيدروجين هو العنصر الأصلي في الكون.
ومن نتائج ذلك أن بعض أنوية الكربون-12 التحمت كل منها بنواة هيليوم-4 لتكوين الأكسجين والمعروف أن العدد الذري (ِAtomic Number) للأكسجين هو 8. ومن العجيب أنه هنا أيضا يلعب تفاعل رنان آخر دوره في تخليق الأكسجين، كما ينتج عن ذلك الالتحام قدرا من الطاقة النووية.

## تخليق الحديد
تتباري قوى الجاذبية التي تعمل على كبس المنطقة المركزية للنجم وتؤدي إلى ارتفاع الحرارة مع التفاعلات النووية الجارية في هذا الحيز المركزي الذي يزيد ضيقا، ويؤدي ارتفاع الحرارة في قلب النجم إلى بدء تفاعلات جديدة لتخليق عناصر أثقل مما سبقها، عندما تصل درجة الحرارة بين 800 - 2000 مليون درجة يبدأ تحول الكربون والهيليوم إلى أكسجين-16 ويكون مصحوبا بإنتاج الطاقة :
{\displaystyle \mathrm {\ ^{12}C+\ ^{4}He\longrightarrow \ ^{16}O+\gamma } }
ويؤدي ذلك إلى تكون كميات هائلة من الكربون ووزنه الذري 12 والأكسجين ووزنه الذري 16. وعند تلك الحرارة العالية تتكون العناصر المجاورة للأكسجين في الجدول الدوري مثل الفسفور والكبريت والسيليكون، ويكاد الهليوم أن يُستهلك بأكمله عند تلك المرحلة.

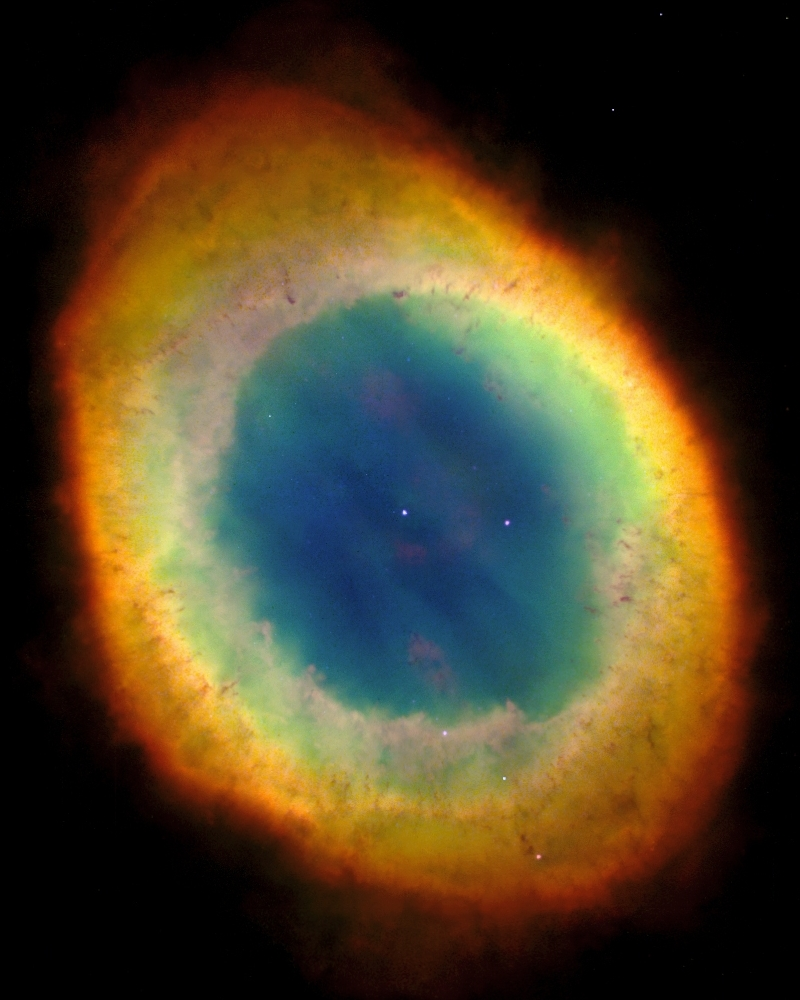
سديم Messier 57 وقد طرد النجم غلافه وتحول قلبه إلى قزم أبيض

يؤدي الارتفاع المستمر في درجة الحرارة والاندماج الثلاثي للهيليوم عند 100 مليون درجة إلى انتفاخ بطيء للطبقات السطحية من النجم ويتزايد هذا الانتفاخ بزيادة الحرارة الصادرة من قلب النجم ويتحول النجم إلى عملاق أحمر . بالنسبة لشمسنا فلا يزال بها قدر كبير من الهيدروجين ودرجة حرارة قلبها 14 ملون كلفن، وتفاعلاتها النووية لا تزال في مرحلة تحويل الهيدروجين إلى هيليوم. ولكن من المتوقع مستقبلا بعد نحو 5 مليارات السنين وقرب انتهاء اندماج الهيدروجين، وبدء اندماج الهيليوم أن يتمدد الغلاف الشمسي ويتسع حتى يصل إلى مدارات الكواكب عطارد والزهرة ثم الأرض. ويبقى قلب الشمس
كقزم أبيض.
وبحسب كتلة النجم، فالنجم ذو كتلة صغيرة نسبيا مثل الشمس تكون قوى الجاذبية فيه ضعيفة نسبيا ولا تستطيع رفع درجة الحرارة بحيث يبدأ الاندماج النووي التالي لاندماج الهيليوم. وتنتهي تلك النجوم أقزامًا بيضاء.
أما النجوم الأكبر 10 إلى 100 مرة من الشمس فيستمر الاندماج النووي فيها وكذلك يستمر تخليق العناصر ، حتى تصل درجة حرارة قلب النجم 3500 مليون درجة كلفن يتتابع خلالها تخليق عناصر أكثر كتلة حتى الوصول إلى تكوّن الحديد (كتلته الذرية 56). ولكن الحديد والعناصر المجاورة له مثل الكوبلت والنيكل عناصر مستقرة. أي أن تخليقها لا يكون مصحوبا بارتفاع ذو شأن في درجة الحرارة. وعندما تضعف التفاعلات المنتجة للحديد تتغلب قوى الجاذبية وينهار النجم على نفسه في وقت قصير مؤديا إلى انفجار في صورة مستعر أعظم.

## تخليق العناصر الثقيلة
عندما تصل درجة حرارة قلب النجم إلى 100 - 200 مليون درجة كلفن يتكون الكربون والأكسجين والنيون بوساطة التفاعلات النووية. وتحت تأثير الجاذبية المستمر والتي تعمل على زيادة الضغط على منطقة قلب النجم وارتفاع درجة الحرارة المصاحب لها إلى 800 مليون درجة تبدأ تفاعلات الكربون ينتج عنها النيون والصوديوم والمغنسيوم. وعند تلك الدرجة ينتهي عمر النجم ذو كتلة مساوية لكتلة الأرض وينتهي كقزم أبيض، حيث لا تكفي جاذبيته لاستمرار التفاعل النووي.
أما النجوم الكبيرة فتتميز بقوى جاذبية كافية لضغط المنطقة المركزية في النجم ويصاحبها ارتفاع في درجة الحرارة مما يعمل على استمرار التفاعل النووي داخله. وعندما تصل درجة الحرارة إلى 2000 مليون درجة تتخلق عناصر السيليكون والفسفور والكبريت. ومن ضمن التفاعلات الجارية في قلب النجم تفاعلات يدخل فيها الكربون والأكسجين وينتج عنها نيوترونات بغزارة. وحيث أن النيوترون متعادل الشحنة فهو لا يتنافر مع أنوية الذرات ذات الشحنة الموجبة. وباستطاعة النيوترون دخول النواة وتمتصه النواة، ويرتفع بذلك وزنها بمقدار 1 وحدة كتل ذرية. بواسطة تلك التفاعلات التي تتميز بامتصاص الأنوية للنيوترونات neutron capture تتكون مجموعة من العناصر الجديدة وبوساطة تحلل بيتا الذي يتبعها .وبتلك الطريقة تتكون في النجوم الكبيرة العناصر ذات كتلة ذرية بين 60 و 210. ومن ضمن تلك العناصر المخلقة بواسطة الامتصاص النيوتروني الزئبق والباريوم والفضة والذهب والتي لا يمكن تفسير وجودها إلا من خلال ذلك التفاعل.
وتوجد عملية أخرى مشابهة لزيادة الكتلة الذرية من خلال الامتصاص النيوتروني، وتصاحب تلك العملية التي تتم سريعا انتهاء عمر النجم الكبير عندما ينفجر في صورة مستعر أعظم. ينتج عن ذلك الانفجار درجات حرارة تصل إلى 200 مليار درجة كلفن، تصطدم الأنوية مع بعضها وينتج عنها المزيد من النيوترونات، وهذه مرحلة تسمي الامتصاص النيوتروني السريع  وينتج عنها عناصر أكثر ثقيلة. ففي هالة المتسعر الأعظم الغنية بالنيوترونات تمتص الأنوية الذرية نيوترونا تلو الآخر من قبل أن تتحلل بإصدار أشعة بيتا ، وتتكون بذلك العناصر الغنية بالنيوترونات. وهذا هو الفرق بين الامتصاص النيوترون البطيء والامتصاص النيوتروني السريع. فخلال الامتصاص البطيء يكون للأنوية متسعا من الزمن لإصدار إلكترونا والتحلل من قبل امتصاصها لنيوترون جديد. وبواسطة الامتصاص النيوتروني السريع تنتج العناصر الثقيلة الغير مستقرة مثل البولونيوم و اليورانيوم.

## وجود اليورانيوم في الأرض
ينتج اليورانيوم والعناصر الثقيلة القريبة منه عندما ينفجر نجم بالغ الكتلة في صورة مستعر أعظم. ففي نجم تبلغ كتلته كتلة الشمس لا تكفي درجة حرارة قلبه لتخليق عناصر أثقل من الحديد. أما المستعر الأعظم فهذا الانفجار يحدث لنجوم تبلغ كتلتها 10 إلى 100 كتلة شمسية. كما أن النجم كبير الكتلة كهذه يستهلك وقوده النووي بسرعة أكبر عن معدل استهلاك الشمس لوقودها، فبينما يبلغ عمر الشمس حتى الآن 5و4 مليار سنة وباقي في عمرها نحو 5 مليارات سنة أخرى حتى تنتهي في صورة عملاق أحمر، يستهلك نجم كبير الكتلة وقوده خلال ربما مليار سنة وينفجر في صورة مستعر أعظم، مثال على ذلك نجم النسر الواقع الذي يبلغ عمره نحو 500 مليون سنة وباقي من عمره نحو 500 مليون سنة، ينفجر بعدها كمستعر أعظم. و يتفق العلماء على أن المجموعة الشمسية قد تكونت من أشلاء انفجار نجم سابق ضخم (مستعر أعظم ) وبذلك نجد في الأرض والشمس بعض الآثار من العناصر الثقيلة كاليورانيوم والرصاص والذهب والفضة.

## اقرأ أيضًا
- اندماج نووي
- اندماج الديوتيريوم
- نيون ، قسم تخليق العناصر
- كربون-12
- تفاعل نووي
- تخليق نووي
- معدنية (فلك)
- نجم
- انفجار عظيم
- خط زمني للانفجار العظيم
- انفجار أشعة غاما 080319ب
- انفجار أشعة غاما 971214
- انفجار أشعة غاما 080916C
- انفجار أشعة غاما 060218
- مستعر أعظم II
- مستعر أعظم نوع Ia
- مستعر أعظم